# Пам'ятник Рамусу ді Азеведу
Пам'ятник Рамусу ді Азеведу (порт. Monumento a Ramos de Azevedo), інколи Пам'ятник Прогресу (порт. Monumento ao Progresso) — скульптурний комплекс з бронзи і граніту, розташований у місті Сан-Паулу.
Спроєктований італо-бразильським скульптором Галілео Емендабілі на честь Франсіску ді Паула Рамуса ді Азеведу, одного з найвидатніших архітекторів та планувальників міста Сан-Паулу. Проєкт пам'ятника обраний за результатами конкурсу, його відкрито у 1934 на проспекті Тірадентіс, перед будівлею Пінакотеки штату — важливою роботою архітектора.
В 1973, через роботи з будівництва метро, монумент перенесено до Університетського містечка Уніерситету Сан-Паулу, де він розташовується і зараз, на Площі Рамуса ді Азеведу перед заснованою ним та спроєктованою його студією Політехнічною школою Університету Сан-Паулу.